# Football Club Legnano 1931-1932
Questa voce raccoglie le informazioni riguardanti il Football Club Legnano nelle competizioni ufficiali della stagione 1931-1932.

## Stagione

Giuseppe Baccilieri, al Legnano dal 1930 al 1933

Nella stagione 1931-1932 il Legnano torna ad avere un presidente; al vertice della società lilla viene eletto Ernesto Castiglioni. L'obiettivo della nuova dirigenza è quello si allestire una squadra adatta a disputare un buon campionato di Serie B senza ambire alla promozione in massima serie. Sul fronte del calciomercato, vengono ceduti alcuni dei giocatori migliori per questioni di bilancio. In particolare, lasciano i Lilla il difensore Antonio Perduca, il centrocampista Giuseppe Bigogno e l'attaccante Giorgio Cidri, mentre arrivarono al Legnano il centrocampista Mirko Gruden e il difensore Guido Duo. Sulla panchina lilla Luigi Barbesino viene sostituito dall'ungherese Otto Krappan.
Questa stagione si conclude con l'11º posto in classifica a 34 punti, a 9 lunghezze dall'Udinese, prima delle retrocesse, e a 16 punti dalla capolista Palermo. L'equilibrio del campionato del Legnano viene confermato anche dalla differenza reti (50 reti fatte e 54 subite) e dal bilancio tra le vittorie e le sconfitte, che è di assoluta parità (14 incontri vinti e altrettanti persi). Anche in questa stagione continua il progressivo e costante calo degli spettatori paganti allo stadio di via Pisacane.

## Divise
| Casa |

## Organigramma societario
Area direttiva
- Presidente: cav. uff. Ernesto Castiglioni

Area tecnica
- Allenatore: Otto Krappan

## Rosa
| N. |                   | Ruolo | Calciatore          |
| -- | ----------------- | ----- | ------------------- |
|    | Italia (bandiera) | A     | Tullio Aliatis      |
|    | Italia (bandiera) | P     | Nino Almasio        |
|    | Italia (bandiera) | A     | Giuseppe Baccilieri |
|    | Italia (bandiera) | A     | Michele Colombo (I) |
|    | Italia (bandiera) | D     | Guido Duo           |
|    | Italia (bandiera) | A     | Camillo Ferrè       |
|    | Italia (bandiera) | C     | Attilio Gerola      |
|    | Italia (bandiera) | A     | Achille Gorla       |
|    | Italia (bandiera) | C     | Mirko Gruden        |
|    | Italia (bandiera) | C     | Gaspare Landoni     |
|    | Italia (bandiera) | C     | Giovanni Marin      |

| N. |                   | Ruolo | Calciatore          |
| -- | ----------------- | ----- | ------------------- |
|    | Italia (bandiera) | C     | Giulio Oldani (I)   |
|    | Italia (bandiera) | D     | Elio Pagani         |
|    | Italia (bandiera) | A     | Angelo Prandoni (I) |
|    | Italia (bandiera) | A     | Bruno Prandoni (II) |
|    | Italia (bandiera) | C     | Emilio Rancilio     |
|    | Italia (bandiera) | D     | Ferruccio Ratti     |
|    | Italia (bandiera) | A     | Vittorio Rizzi      |
|    | Italia (bandiera) | P     | Angelo Rotondi      |
|    | Italia (bandiera) | C     | Antonio Severi      |
|    | Italia (bandiera) | D     | Pasquale Viganò     |
|    | Italia (bandiera) | P     | Umberto Vivian (I)  |

## Risultati

### Serie B

#### Girone d'andata
| Arbitro: | De Crescenzo (Napoli) |

|                                                    |           |                          |
| Piantoni 7’ Radice 67’ (rig.), 72’ Banchero II 68’ | Marcatori | 57’ Ferrè 66’ Baccilieri |

| Arbitro: | Zorzi (Belluno) |

|                  |           |                |
| Aliatis 20’, 23’ | Marcatori | 88’ Sbalzarini |

| Arbitro: | Bertiato (Venezia) |

|             |           |                       |
| Panzeri 29’ | Marcatori | 56’ Ferrè 69’ Aliatis |

| Arbitro: | Mazzarini (Roma) |

|                |           |                               |
| Baccilieri 17’ | Marcatori | Andreoli 2’ Cipriani 69’, 89’ |

| Arbitro: | Quilleri (Brescia) |

|                                                               |           |                               |
| Marianetti 22’, 40’ Andrei 34’ Cappelli 56’ (rig.) Busdon 63’ | Marcatori | 47’ (rig.) Gruden 50’ Aliatis |

| Arbitro: | Oblach (Trieste) |

|               |           |           |
| Perazzolo 73’ | Marcatori | 82’ Rizzi |

| Arbitro: | Mastellari (Bologna) |

|                                     |           |                                     |
| Gruden 32’ (rig.) Severi 65’ (rig.) | Marcatori | 58’, 60’ Civinini II 82’ Civinini I |

| Arbitro: | Scarpi (Dolo) |

|                               |           |                           |
| Rizzi 34’, 44’ Baccilieri 71’ | Marcatori | 37’ Ossoinach 76’ Filippi |

| Como 22 novembre 1931 9ª giornata | Comense                | 0 – 0 | Legnano | Stadio Giuseppe Sinigaglia\| Arbitro: \| Bevilacqua (Viareggio) \| |
| Arbitro:                          | Bevilacqua (Viareggio) |       |         |                                                                    |

| Arbitro: | Canetta (Alessandria) |

|                                       |           |  |
| Aliatis 11’ Signoretto aut 76’ (aut.) | Marcatori |  |

| Arbitro: | Beretta (Novi Ligure) |

|                     |           |  |
| Aliatis 10’ Duo 63’ | Marcatori |  |

| Arbitro: | Sassi (Roma) |

|                                  |           |  |
| Simonetti I 73’ Spanghero II 77’ | Marcatori |  |

| Arbitro: | Turbiani (Ferrara) |

|                         |           |  |
| Curti 2’ Paglierini 75’ | Marcatori |  |

| Arbitro: | Mastellari (Bologna) |

|                |           |               |
| Baccilieri 44’ | Marcatori | 89’ Silvestri |

| Arbitro: | Mattea (Torino) |

|                      |           |         |
| Poli I 25’ Paini 70’ | Marcatori | 74’ Duo |

| Arbitro: | Mastellari (Bologna) |

|             |           |                    |
| Aliatis 62’ | Marcatori | 70’, 85’ Buscaglia |

| Arbitro: | Zorzi (Belluno) |

|                 |           |                  |
| Gruden 21’, 84’ | Marcatori | 61’ (rig.) Preti |

#### Girone di ritorno
| Arbitro: | Dall'Era (Brescia) |

|                   |           |                 |
| Gruden 29’ (rig.) | Marcatori | 44’, 60’ Radice |

| Arbitro: | Carletti (Ancona) |

|                   |           |                          |
| Viganò 60’ (aut.) | Marcatori | 47’ Baccilieri 55’ Ferré |

| Arbitro: | Bonivento (Venezia) |

|           |           |             |
| Ferrè 35’ | Marcatori | 42’ Bonello |

| Arbitro: | Corradini (Bologna) |

|                           |           |             |
| Bernardin 16’ Patuzzi 50’ | Marcatori | 27’ Aliatis |

| Arbitro: | Pizziolo (Firenze) |

|                          |           |           |
| Baccilieri 30’ Gorla 42’ | Marcatori | 23’ Rossi |

| Arbitro: | Scorzoni (Bologna) |

|                |           |            |
| Baccilieri 26’ | Marcatori | 55’ Frossi |

| Arbitro: | Ferorelli (Napoli) |

|           |           |                               |
| Stilli 7’ | Marcatori | 15’, 55’ Ferré 22’ Baccilieri |

| Arbitro: | Bevilacqua (Viareggio) |

|  |           |                  |
|  | Marcatori | 12’ (aut.) Lauro |

| Arbitro: | Salvagno (Trieste) |

|            |           |                    |
| Severi 85’ | Marcatori | 30’ (aut.) Almasio |

| Arbitro: | Mazzarini (Roma) |

|                                                   |           |                                |
| Giuge 5’, 58’, 75’ Di Bello 16’ Viganò 19’ (aut.) | Marcatori | 64’ (rig.), 80’ (rig.) Aliatis |

| Arbitro: | Bertoli (Vicenza) |

|            |           |                       |
| Tavano 25’ | Marcatori | 47’ Gruden 84’ Severi |

| Arbitro: | Bertoli (Vicenza) |

|  |           |          |
|  | Marcatori | 16’ Mian |

| Arbitro: | Papa (Genova) |

|                                 |           |            |
| Gruden 7’ (rig.) Baccilieri 44’ | Marcatori | 9’ Ravetta |

| Arbitro: | Moretti (Genova) |

|                              |           |            |
| Castellani 21’ Silvestri 35’ | Marcatori | 36’ Oldani |

| Arbitro: | Gardenghi (Brescia) |

|                            |           |                |
| Gruden 47’, 54’ Oldani 74’ | Marcatori | 30’ Giuberti I |

| Arbitro: | Sansoni (Venezia) |

|                                        |           |                 |
| Antona 20’ Sala 23’ Aigotti 81’ (rig.) | Marcatori | 90’ Prandoni II |

| Lecce 12 giugno 1932 34ª giornata | Lecce | 0 – 2 | Legnano | Stadio Achille Starace |

## Statistiche

### Statistiche di squadra
| Competizione | Punti | Totale | Totale | Totale | Totale | Totale | Totale | DR |
| Competizione | Punti | G      | V      | N      | P      | Gf     | Gs     | DR |
| ------------ | ----- | ------ | ------ | ------ | ------ | ------ | ------ | -- |
| Serie B      | 34    | 34     | 14     | 6      | 14     | 50     | 54     | -4 |

### Statistiche dei giocatori
| Giocatore     | Serie B  | Serie B |
| Giocatore     | Presenze | Reti    |
| ------------- | -------- | ------- |
| T. Aliatis    | 20       | 10      |
| N. Almasio    | 21       | 0       |
| G. Baccilieri | 33       | 9       |
| M. Colombo    | 2        | 0       |
| G. Duo        | 29       | 2       |
| C. Ferrè      | 24       | 6       |
| A. Gerola     | 21       | 0       |
| A. Gorla      | 22       | 1       |
| M. Gruden     | 32       | 9       |
| G. Landoni    | 15       | 0       |
| G. Marin      | 11       | 0       |
| G. Oldani     | 6        | 2       |
| E. Pagani     | 2        | 0       |
| A. Prandoni   | 3        | 0       |
| B. Prandoni   | 6        | 1       |
| E. Rancilio   | 14       | 0       |
| F. Ratti      | 3        | 0       |
| V. Rizzi      | 25       | 3       |
| A. Rotondi    | 8        | 0       |
| A. Severi     | 30       | 3       |
| P. Viganò     | 32       | 0       |
| U. Vivian     | 4        | 0       |